# Rog (glasbilo)
Rog je trobilo. Od ostalih trobil se razlikuje po tem, da ventile pritiskamo z levo roko. 
V današnjem simfoničnem orkestru predstavlja edino glasbilo nekdanje družine rogov. Praviloma je uglašen v F, kar pomeni, da v violinskem ključu transponira za čisto kvinto navzdol, v basovskem pa čisto kvarto navzgor.
Med ljudskimi glasbili poznamo poštni rog, alpski rog, lovski rog, itd., med orkestrskimi glasbili pa rog. Glasbenika, ki igra na rog, po SSKJ imenujemo rogist ali hornist.